# Die maanden in Amelie
Die maanden in Amelie is een stripalbum dat voor het eerst is uitgegeven in juni 2002 met Jean-Claude Denis als schrijver, tekenaar en inkleurder. Deze uitgave werd uitgegeven door Dupuis in de collectie vrije vlucht.